# Esteban de Anjou
Esteban de Anjou de Hungría (en húngaro: Anjou István) (26 de diciembre de 1332 – 9 de agosto de 1354). Duque de Eslavonia (1350-1354).

## Biografía
Esteban nació en 1332 como hijo del rey Carlos I Roberto de Hungría y de su cuarta esposa Isabel Piast. Su padre provenía de la Casa de Anjou-Sicilia como nieto del rey Carlos II de Nápoles y Sicilia y de María de Hungría, Reina de Nápoles. De esta manera, Carlos Roberto, siendo desdenciente de María luchó para asegurarse su puesto en el trono húngaro vacío tras la desaparicicón de la Casa de Árpad, fundando la nueva dinastía de los Anjou en Hungría.
Esteban de Anjou era el menor de los hijos del rey, y siempre mantuvo buenas relaciones con sus hermanos mayores, especialmente con el que fue posteriormente el rey Luis I de Hungría. Recibió su nombre en honor al rey San Esteban I de Hungría, lo cual hizo parte del interesante fenómeno de su época, donde Carlos Roberto le dio a sus hijos los nombres de los personajes húngaros y de la familia Anjou más importantes: Esteban, Ladislao, Carlos y Luis. Con esto buscó en cierta forma legitimar su dinastía en el trono húngaro, usando los nombres de dos reyes Santos para sus descendientes.
En 1333, el rey Carlos Roberto de Hungría hizo un acuerdo con su tío el rey Roberto I de Nápoles, donde comprometieron en matrimonio a Juana I de Nápoles, nieta del napolitano, y a Andrés I de Nápoles, hijo del monarca húngaro y hermano mayor de Esteban de Anjou. En este acuerdo también estaba estipulado que Esteban de Anjou tomaría como esposa a María de Nápoles, hermana menor de Juana. Sin embargo, esta segunda cláusula no se llevó a cabo. 
En 1345 al poco tiempo de celebrado el matrimonio entre Andrés y Juana, el príncipe húngaro fue asesinado en Italia por la propia reina y sus hombres. Iracundo, Luis I de Hungría comenzó una guerra contra Nápoles exigiendo llevar a justicia a la reina, y que el control del Estado se le diese a su hermano menor Esteban de Anjou.
Esteban, por otra parte, tomó como esposa a Margarita de Baviera, la hija del emperador germánico Luis IV de Baviera el 19 de septiembre de 1350. De la unión nació Isabel de Anjou de Hungría en 1352 y Juan en 1354. A partir de 1350, Esteban fue nombrado gobernador de la región de Croacia-Eslavonia, pero la administración oficial de estas tierras se mantuvo siempre en manos del noble Esteban Lackfi.
El príncipe húngaro murió en 1354.